# Хормел
„Хормел“ (на английски: Hormel) е американска хранителна компаниясъс седалище в Остин, Минесота, основана е през 1891 г. от Джордж Хормел, първоначално известен като George A. Hormel & Company. Компанията променя името си на Hormel Foods Corporation през 1993 г.
Компанията първоначално се фокусира върху опаковането и продажбата на шунка, колбаси и други продукти от свинско, пилешко, говеждо и агнешко месо на клиентите, добавяйки консервирано свинско и шунка на компанията "Spam" през 1937 г. До 80-те години Hormel започва да предлага по-широка гама от пакетирани и охладени храни. Компанията промени името си на Hormel Foods Corporation през 1993 г. и използва марката Hormel на много от своите продукти; други марки на компанията включват Planters, Columbus Craft Meats, Dinty Moore, Jennie-O и Skippy. Продуктите на компанията се предлагат в над 80 страни по света.